# Ксенология (фантастика)
В фантастике, ксенология — наука будущего, занимающаяся изучением нечеловеческого внеземного разума.
О ксенологии писали, в частности, братья Стругацкие и Евгений Филенко. По мысли ксенолога Геннадия Комова у Стругацких, любая цивилизация, достигшая определённого уровня развития, не может не стремиться к контакту с иным разумом. При этом изучение чужого разума представляется не только частью общего процесса изучения явлений природы, но и необходимым условием самопознания человеком самого себя.
Если Станислав Лем приходил к выводу о принципиальной невозможности контакта человеческого и нечеловеческого разума («Солярис», «Фиаско»), Стругацкие считали его, хотя и чрезвычайно сложным, но всё же осуществимым. Для этого предполагалось использование своеобразных посредников, сочетающих в себе свойства обеих контактирующих цивилизаций («Малыш», «Жук в муравейнике»): «Существо, не принадлежащее к бранчу гуманоидных сапиенсов, не может быть объектом контакта без посредников» («Парень из преисподней»).
Детальное описание вопросов ксенологии по состоянию на 1979 год выполнено Робертом А. Фрейтасом Мл. в его работе «Ксенология : введение в научное изучение внеземной жизни, разума и цивилизаций». Полный текст книги на английском языке доступен в интернете.